# Vinicio Verza
Vinicio Verza (Boara Pisani, 1º novembre 1957) è un ex calciatore italiano, di ruolo centrocampista.

## Biografia
Durante l'attività agonistica ha avuto un piccolo ruolo, nei panni di se stesso, nel film Il volatore di aquiloni di Renato Pozzetto (1987). Al termine della stessa, è diventato agente immobiliare a Vicenza.

## Caratteristiche tecniche
Ha giocato come ala destra e rifinitore.

## Carriera

Verza alla Juventus nel 1981; sullo sfondo, Liam Brady.

Cresciuto nelle giovanili della Juventus, venne quindi dirottato al L.R. Vicenza nella stagione 1976-1977, in Serie B, vincendo alla fine dell'anno il torneo e conquistando la promozione in Serie A.
L'estate seguente venne richiamato a Torino e stavolta inserito nella rosa della prima squadra juventina, quale riserva di Franco Causio. Debuttò in maglia bianconera il 26 febbraio 1978, potendosi fregiare a fine stagione del titolo nazionale. Non trovò molto spazio nelle quattro stagioni trascorse a Torino, anche se a lui la Juventus deve il gol decisivo (pur con deviazione di Guidetti) nella sfida-scudetto contro il Napoli (1-0) alla penultima giornata del campionato 1980-1981. Lasciò il club piemontese con due scudetti e la Coppa Italia 1978-1979.
Trasferitosi nel 1981 al Cesena, nel suo unico anno in Romagna riuscì a conquistare la salvezza a scapito anche del Milan, dove proprio la stagione successiva fu chiamato dal suo presidente ai tempi di Vicenza, Giussy Farina. In quella che fu la sua miglior annata sottorete, nel torneo cadetto del 1982-1983 contribuì con 10 gol a riportare i rossoneri in Serie A, rimanendo per altri due campionati a Milano prima di passare, nel 1985, al Verona fresco vincitore dello scudetto, che lo acquistò per 2,5 miliardi di lire.
Con i gialloblù disputò altre tre stagioni in massima categoria, segnalandosi per un gol realizzato in Coppa Italia partendo dalla propria area di rigore. Successivamente si trasferì al Como, sempre in Serie A, dove chiuse la carriera professionistica nel 1989 con una retrocessione. Da qui in avanti, disputò ancora dei campionati a livello dilettantistico, prima nell'Arzignano e quindi nel Treviso, in Interregionale, appendendo gli scarpini al chiodo nell'annata 1991-1992.
Ha totalizzato complessivamente 198 presenze e 24 reti in Serie A, e 53 presenze e 13 reti in Serie B.

## Palmarès

### Club
- Campionato italiano di Serie B: 2

Lanerossi Vicenza: 1976-1977
Milan: 1982-1983
- Campionato italiano: 2

Juventus: 1977-1978, 1980-1981
- Coppa Italia: 1

Juventus: 1978-1979